# MPC1L
MPC1L (англ. Mitochondrial pyruvate carrier 1 like) – білок, який кодується однойменним геном, розташованим у людей на короткому плечі X-хромосоми. Довжина поліпептидного ланцюга білка становить 136 амінокислот, а молекулярна маса — 15 138.
| 10         |  | 20         |  | 30         |  | 40         |  | 50         |
| ---------- |  | ---------- |  | ---------- |  | ---------- |  | ---------- |
| MARMAVLWRK |  | MRDNFQSKEF |  | REYVSSTHFW |  | GPAFSWGLPL |  | AAFKDMKASP |
| EIISGRMTTA |  | LILYSAIFMR |  | FAYRVQPRNL |  | LLMACHCTNV |  | MAQSVQASRY |
| LLYYYGGGGA |  | EAKARDPPAT |  | AAAATSPGSQ |  | PPKQAS     |  |            |

A: Аланін

C: Цистеїн

D: Аспарагінова кислота

E: Глутамінова кислота

F: Фенілаланін

G: Гліцин

H: Гістидин

I: Ізолейцин

K: Лізин

L: Лейцин

M: Метіонін

N: Аспарагін

P: Пролін

Q: Глутамін

R: Аргінін

S: Серин

T: Треонін

V: Валін

W: Триптофан

Задіяний у такому біологічному процесі, як транспорт. 
Локалізований у мембрані.